# Kviteseid
Kviteseid ist eine norwegische Kommune im Fylke Telemark mit 2473 Einwohnern (Stand 1. Januar 2025). Kviteseid liegt am mittleren Teil des Telemarkkanals und umfasst den östlichen Teil des Bandak und Kviteseidvatnet und den westlichen Teil des Flåvatnet, sowie die Täler im nördlichen Teil, unter anderem Morgedal. Außerdem liegt im Süden Vrådal am Vråvatn und dem nördlichen Teil des Nisser. Der Sitz der Verwaltung ist in der gleichnamigen Ortschaft.

## Gemeinde

### Name
Der Name der Kommune geht zurück bis ins 14. Jahrhundert. Über Huitisæiðes (1303), Huitisæidi (1342)  änderte sich der Name im Mittelalter hin zu Hvítiseið (1364). Der erste Teil des Namens Hvítir bedeutet „Weiß/Das Weiße“, was wahrscheinlich ein früherer Name des Kviteseidvatnet gewesen ist. „-eid“ im zweiten Teil des Namens bedeutet Landenge und bezieht sich wahrscheinlich auf die Landenge zwischen Kviteseidvatnet und Bandak.

### Wappen
Das Wappen der Gemeinde (genehmigt im Jahre 1987) besteht aus einem schwarzen Schlossschild auf goldenem Hintergrund. Darauf sieht man eine Abbildung des Schlossschildes an der Tür von einem der ältesten Loft (Stabbur) der Gemeinde vom Telemarkhof Tveitloftet aus Tinn aus dem Jahre 1350, welcher heute im Kviteseid Bygdetun zu sehen ist. Das Wappen wurde vom Künstler Daniel Rike entworfen.
Die Begründung für die Wahl des Motivs lautet:

„Låsskiltet symboliserar det særmerkte ved folkekulturen, bygdekunsten og bygde-tradisjonane i kommunen som vi finn bevara på Bygdetunet. Det er knytt sterk og god symbolikk til dør, lås, nykjel og velfylt stabbur. Med låsskilt som motiv vil kommunevåpenet få lokal tilknytning og identitet.“

„Das Schlossschild symbolisiert die Besonderheit der Volkskultur, der ländlichen Kunst und der ländlichen Traditionen in der Gemeinde, die wir im Bygdetunet erhalten finden. Eine wird eine starke und gute Symbolik mit Türen, Schlössern, Schlüsseln und gut gefüllten Lagerräumen verbunden. Mit einem Schlossschild als Motiv wird das städtische Wappen eine lokale Verbindung und Identität haben.“

### Nachbargemeinden
Kviteseid grenzt im Norden an Seljord, im Osten an Nome, im Süden an Drangedal, Nissedal und Fyresdal und im Westen an Tokke.

## Geografie

### Geografische Lage
Die Wasserläufe sind tief eingeschnitten zwischen steilen Bergen, wodurch es starke Höhenunterschiede gibt. Das Gestein der Berge gehört in der gesamten Gemeinde zum sogenannten Grundgebirge, im Wesentlichen aus Quarzit, Amphibolit und Gneis im Norden, sowie Granit im Süden und Osten. Die aus Granit bestehenden Berge sind mehr abgerundet als die anderen. Der höchste Berg ist der Sveinsheii (1141 moh.) und liegt an der Grenze nach Fyresdal.

## Geschichte
Die alte Kirche von Kviteseid am Kviteseidvatnet ist eine Steinkirche aus dem frühen Mittelalter im romanischen Stil. Sie wurde 1150 gebaut. Neben der Kirche befindet sich das Freilichtmuseum Kviteseid Bygdetun mit alten Gebäuden aus der Region. Die Kirche von Brunkeberg, eine Kreuzkirche aus Holz aus dem Jahre 1790, wurde 1939 restauriert. In Morgedal, einem Ort, in dem die olympische Fackel für die Winterspiele 1952, 1960 und 1994 entzündet wurde, liegt das Skihistorische Museum Norsk Skieventyr, sowie das Bjaalandmuseum, welches in das Skihistorische Museum integriert ist.

## Bevölkerung

### Bevölkerungsentwicklung
Von 1875 bis 1946 blieb die Einwohnerzahl von Kviteseid stabil bei ca. 3250 Einwohnern. Anschließend nahm die Einwohnerzahl bis ca. 1970 ab und stabilisierte sich bei ca. 2950. Ab den 1980er-Jahren ging die Zahl weiter zurück und im Zeitraum 1994–2004 mit 6,9 % auf dann 2622 Einwohner. Dies war der größte prozentuale Bevölkerungsrückgang in der gesamten Provinz Telemark in dem Zeitraum.
| Jahr          | 1986 | 1990 | 1995 | 2000 | 2005 | 2010 | 2015 | 2020 | 2025 |
| ------------- | ---- | ---- | ---- | ---- | ---- | ---- | ---- | ---- | ---- |
| Einwohnerzahl | 2956 | 2976 | 2740 | 2667 | 2598 | 2522 | 2466 | 2403 | 2473 |

Der größte Teil der Bebauung liegt in und um die Ortschaft und Verwaltungszentrum Kviteseid, in Vrådal sowie in Morgedal.

### Persönlichkeiten

#### Söhne und Töchter der Gemeinde

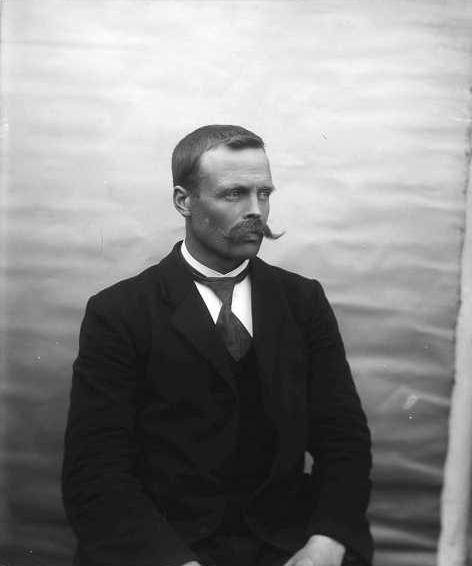
Olav Bjaaland

- Peder Povelsson Paus (1590–1653), Pfarrer
- Jens Zetlitz (1761–1821), Pfarrer
- Sondre Norheim (1825–1897), Skipionier
- Christopher Castberg (1833–1900), Schiffsreeder und Walfänger
- Gunnar Karenius Utsond (1864–1950), Bildhauer
- Olav Bjaaland (1873–1961), Polarforscher
- Aslaug Vaa (1889–1965), Autorin
- Einar Landvik (1898–1993), Nordischer Skisportler
- Dyre Vaa (1903–1980), Bildhauer
- Solveig Muren Sanden (1918–2013), Zeichnerin und Illustratorin

## Wirtschaft und Infrastruktur

### Verkehr

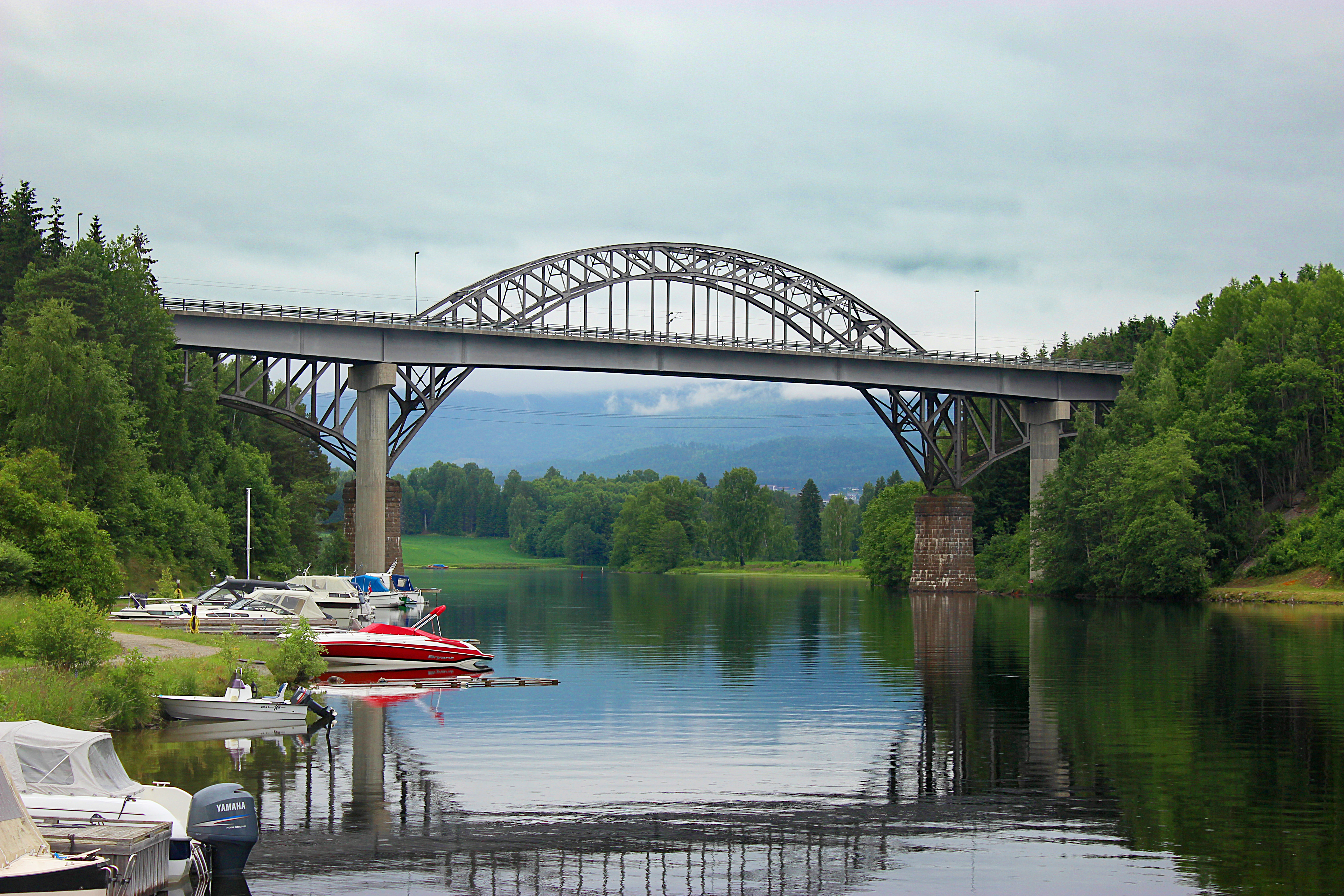
Straßenbrücke über den Telemarkkanal

Kviteseid war das natürliche Zentrum der Vest-Telemark zu der Zeit, als die Wasserläufe die Verkehrswege nach Skien waren. Die Europastraße 134 geht durch Kviteseid. Der Riksvei 41 von Kristiansand geht durch das Verwaltungszentrum und trifft in Brunkeberg auf die E 134. Der Fv. 38 führt von Steane bis Eidstod gemeinsam mit dem Rv. 41 und ab Eidstod allein auf der Nordseite des Vråvatn entlang nach Åmot in Vinje. Der Fv. 355 verbindet Vråliosen mit Fyresdal.
Im Sommer gibt es eine Schiffsroute auf dem Telemarkkanal zwischen Skien und Dalen.

### Wirtschaft

#### Landwirtschaft
Ackerbau und Waldwirtschaft sind die wichtigsten Wirtschaftszweige in der Vest-Telemark. Kviteseid hat sehr stark abschüssiges Gelände. Die Haltung von Tieren ist der wichtigste Teil, aber im Flachland nahe den Seen werden verschiedene Frucht- und Beerenzuchten betrieben. Neben den großen Wäldern, die den Familien Cappelen und Aall in Ulefoss gehören, sind die meisten anderen Waldgebiete Wälder, die zu einzelnen Höfen gehören. Der größte Teil der Industrie ist der Wald- und Forstwirtschaft zugehörig.

#### Handel
In Kviteseidbyen, Morgedal und Vrådal gibt es verschiedene Geschäfte und Unternehmen, die Handel betreiben. 
Die Kommune hat viele Hotels und Gasthäuser, von denen sich die meisten in Kviteseidbyen und Vrådal befinden.

#### Industrie
Es gibt einige kleinere Holz verarbeitende Betriebe sowie größere Werkstätten und Baubetriebe.

#### Tourismus
Die Kommune Kviteseid hat sowohl Sommer- als auch Wintertourismus, wobei sich die meisten Wintergäste in Vrådal aufhalten, da es dort mit dem Vrådal Panorama ein kleines alpines Skigebiet gibt.

### Bildung
Kviteseid hat drei Kindergärten in Vrådal, Brunkeberg und Kviteseid. Dort gibt es auch eine Grund- und Mittelschule von der 1. bis zur 10. Klasse.
Etwas außerhalb des Zentrums befindet sich das Kvitsund Gymnas. Eine christliche weiterführende Schule der norwegisch-lutherischen Mission mit Internat. Es ist eines der wenigen privaten Gymnasien in Norwegen.

## Kultur und Sehenswürdigkeiten

### Theater und Museen
- Kviteseid Bygdetun ist eines der ältesten Freilichtmuseen in Norwegen und besteht seit 1907.
- Norsk Skieventyr ist ein Museum und Erlebniszentrum, welches sich mit der Geschichte des Skisports beschäftigt und im Ort Morgedal liegt.[8]

### Kirchen
- Kviteseid gamle kirke (auch: Kviteseid gamle kyrkje) ist eine Steinkirche etwa aus dem Jahr 1260.Kviteseid gamle kirke

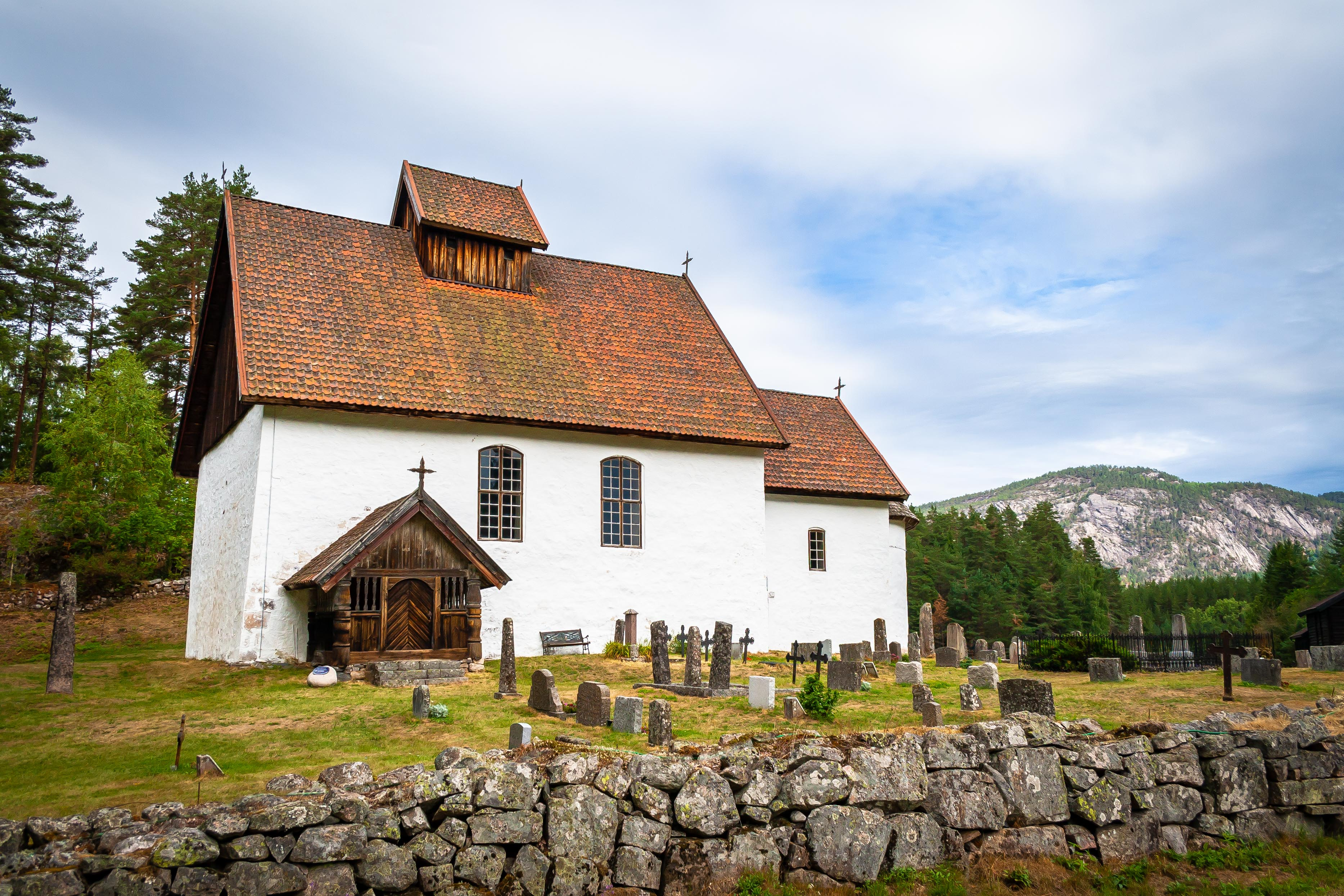
Kviteseid gamle kirke

- Kviteseid kirke ist eine Steinkirche aus dem Jahr 1916.Kviteseid Kirke

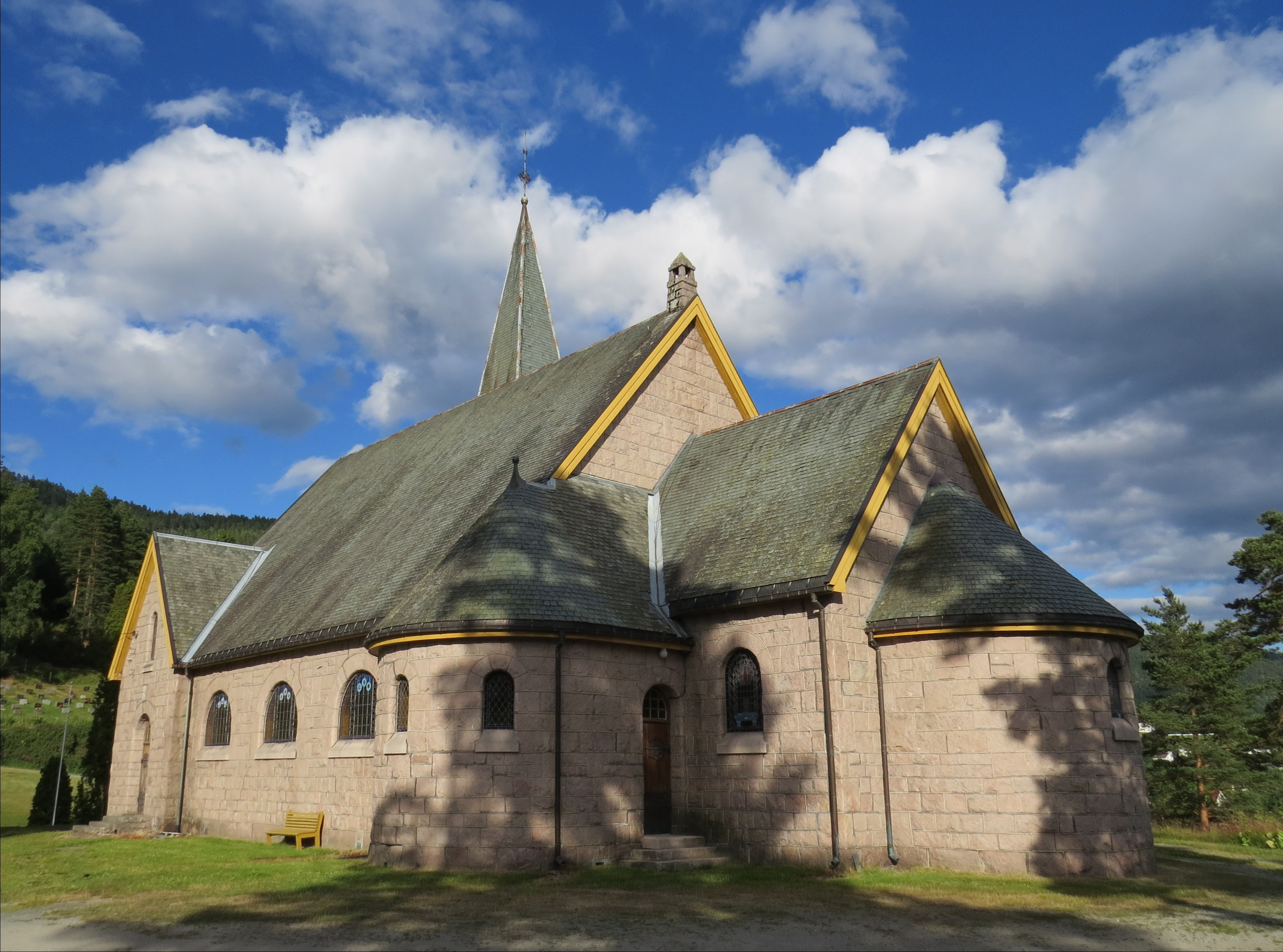
Kviteseid Kirke

- Brunkeberg kirke ist eine Holzkirche aus dem Jahr 1790.
- Fjågesund kirke ist eine Holzkirche aus dem Jahr 1916.

### Regelmäßige Veranstaltungen
- Kviteseidmarken ist ein Markt, der in jedem Jahr Mitte Februar stattfindet. Wenn das Eis auf den Sundkilen vor Kviteseidbyen dick genug ist, findet dort der Höhepunkt der Veranstaltung, ein Pferderennen auf dem Eis, eine Tradition, die bis ins 19. Jahrhundert zurückreicht, statt. Weitere kulturelle Aktivitäten und Marktstände gehören ebenfalls dazu.[9]